# Спільнота Святого Гермагора
Спільнота Святого Гермагора (словен. Družba sv. Mohorja, Mohorjeva družba) — найдавніше видавництво Словенії, має філіали у Клагенфурті (Австрія), Целє (Словенія) та Горіції (Італія). Названа на честь католицького святого Гермагора Аквілейського; заснована 27 липня 1851 за вказівкою єпископа Антона Мартіна Сломшека, щоби навчати словенців грамоті. Влада офіційно визнала організацію у 1853, а у 1871 спільнота відкрила власне видавництво. До 1918 кількість членів спільноти перевищувала 90 тис. осіб; було опубліковано більше 16 млн книжок. За результатами плебісциту в Каринтії 1920 спільнота перебралася з Клагенфурта до Целє. Під час Другої світової війни у 1940 локації спільноти у Клагенфурті та Целє були ліквідовані нацистами, які знищили тиражі та конфіскували обладнання.
Після завершення Другої світової війни друкарське обладнання було повернено, після чого спільнота поновила свою діяльність у 1945, а у 1954 було повторно відкрито видавництво. З тих пір відділення в Горіції почало публікувати щомісячний журнал Родина та дім (словен. Družina in Dom) та енциклопедію Біографія Примор'я (словен. Primorski Biografski Leksikon). Горіційське відділення співпрацює з клагенфуртським у видавництві щорічного альманаху. Відділення в Целє після Другої світової війни було націоналізовано та публікувало матеріали виключно соціалістичного спрямування до 1970, після чого було реорганізоване. Не дивлячись на те, що кількість членів відділення зменшилася з 60 тис. у 1970 до 25 тис. у 1990, на початку 1990-х воно залишалося одним із трьох найбільших видавництв Словенії.
У 2001 Спільнота Святого Гермагора відсвяткувала 150-річний ювілей. З моменту свого заснування до того часу видавництво випустило 40 млн книжок на території Словенії, що відмітив у своїй святковій промові перший президент країни Мілан Кучан.